# Joseph Kaucsar
Joseph Kaucsar ou Iosif Kauczar, né Kaucsár Gyula le 20 juillet 1904 à Abeuth en Autriche-Hongrie et mort en 1986, était un footballeur roumain naturalisé français.

## Biographie
Arrivé en France en 1925, il s'installe comme garagiste à Saint-Raphaël. Il devient également la principale attraction du club de football local qui évolue dans la difficile ligue du Sud-Est. Il joua pour le Stade raphaëlois de 1925 à 1931 puis pour le SO Montpellier de 1931 à 1940. 
Naturalisé français en 1929, il est sélectionné quinze fois en équipe de France entre 1931 et 1934. Il honore ses deux premières capes alors qu'il joue encore à Saint-Raphaël et débute par une victoire 1-0 contre l'Allemagne et prend part à la fameuse victoire 5-2 contre l'Angleterre lors de sa deuxième sélection. Il signe une passe décisive sur le quatrième but face aux Anglais. Son apport au milieu de terrain fut déterminant au cours de cette partie.
Il est rejoint par son frère Alfred à Montpellier en 1934. Il sera lui aussi naturalisé français en 1936 et jouera par la suite à Sochaux et Lyon
Koco reste dans les mémoires comme un joueur rapide et rude qui ne renonçait jamais. Blessé assez sérieusement à un genou lors d'un seizième de finale de la Coupe de France face à l'Olympique lillois en décembre 1934, il refuse de quitter le terrain et tient sur une jambe le rôle d'un libéro. En fin de partie, le buteur lillois André Simonyi se retrouve lancé face à lui, dernier rempart avant la ligne de but. Incapable d'utiliser sa jambe blessée, il prend appui sur sa jambe valide et saute la tête la première dans les jambes du Lillois. De la tête, il parvient à écarter le ballon des pieds de Simonyi.
Installé à Montpellier après la Seconde Guerre mondiale, il joue encore à plus de cinquante ans pour le petit club du Montpellier Athletic Club. Ses performances sont notamment saluée par la presse lors d'un match de son club comptant pour les 32es de finale de la Coupe de France 1942-1943 au cours duquel il marque pour son équipe malgré la défaite.

## Sélections en équipe de France
Joseph Kaucsar compte quinze sélections en équipe de France entre 1931 et 1934 :
1. 15 mars 1931 :    France -  Allemagne : 1-0
2. 14 mai 1931 :    France -  Angleterre : 5-2
3. 29 novembre 1931 :    France -  Pays-Bas : 3-4
4. 20 mars 1932 :    Suisse -  France : 3-3
5. 10 avril 1932 :    France -  Italie : 1-2
6. 1er mai 1932 :    Belgique -  France : 5-2
7. 8 mai 1932 :    France -  Écosse : 1-3
8. 5 juin 1932 :    Yougoslavie -  France : 2-1
9. 9 juin 1932 :    Bulgarie -  France : 3-5 (cap.)
10. 12 juin 1932 :    Roumanie -  France : 6-3
11. 12 février 1933 :    France -  Autriche : 0-4
12. 19 mars 1933 :    Allemagne -  France : 3-3
13. 26 mars 1933 :    France -  Belgique : 3-0
14. 23 avril 1933 :    France -  Espagne : 1-0
15. 11 mars 1934 :    France -  Suisse : 0-1

soit : 5 victoires, 2 matches nuls et 8 défaites

## Sources
- Roger Rabier, Allez SOM, 1985, p. 234-235, notice biographique de Joseph Kaucsar.